# Das Panzergewölbe (1926)
Das Panzergewölbe ist ein deutscher Kriminalfilm aus dem Jahre 1926 der Filmreihe Stuart Webbs. Die Titelrolle spielt Ernst Reicher, der mit ebendieser Rolle schon in der Erstverfilmung von 1914 mitwirkte.

## Handlung
Eine Gangsterbande hat Stuart Webbs in eine einsame Villa gelockt und hält ihn dort gefangen. Die Ganoven wollen verhindern, dass er ihnen bei der Fälschung von Banknoten in die Quere kommt. Die Blüten werden im Panzergewölbe eines Fabrikanten hergestellt, der massiv unter Druck gesetzt wurde, um den Verbrechern Zugang zu gewähren. Bald kann sich Webbs befreien und seinem Gefängnis entkommen, während sich der Fabrikant in einem Alptraum gemeinsam mit den Ganoven in seinem eigenen Panzergewölbe eingeschlossen und dem Erstickungs- und Hungertod ausgesetzt sieht. Wieder in Freiheit, nimmt Webbs den Kampf gegen die Fälscherbande auf und kann dafür sorgen, dass sie hinter Gittern kommen.

## Produktionsnotizen
Das Panzergewölbe wurde im April/Mai 1926 im Atelier von Berlin-Staaken gedreht. Der Film passierte die Zensur am 5. Oktober 1926 und erhielt Jugendverbot. Die Uraufführung fand am 30. Dezember 1926 im Tauentzienpalast statt. Der siebenaktige Film besaß eine Länge von 2729 Metern.
Rudi Feld schuf die Bauten.
Da die 1914er Version Das Panzergewölbe als der kommerziell erfolgreichste Film der gesamten Reihe galt, entschloss man sich zwölf Jahre später zu ebendiesem nur lose am Original orientierten Remake.

## Kritik
In Paimann’s Filmlisten ist zu lesen: „Aus dem seinerzeitigen Film ist lediglich das Motiv das Panzergewölbes, diesmal in Traumform, übernommen worden, leider nicht verschiedene andere recht originelle Details. Doch auch die Handlung des vorliegenden Films ist sehr spannend, mit einigen wohltuenden heiteren Intermezzi versehen, die Regie ziemlich straff geführt, die Darstellung in allen Rollen sehr gut, auch die Nebenpersonen durch erstklassige Schauspieler verkörpert. Aufmachung und Photographie sind recht sauber.“